# Linee tranviarie rumene
Lista delle  linee tranviarie rumene, a sfondo verde le linee/reti attive.
|             |             |  | km     | km     |
| ----------- | ----------- |  | ------ | ------ |
| Bucarest    | Bucarest    |  | 143    | 143    |
| Iași        | Iași        |  | 82.6   | 82.6   |
| Arad        | Arad        |  | 48     | 48     |
| Oradea      | Oradea      |  | 42.34  | 42.34  |
| Timișoara   | Timișoara   |  | 38     | 38     |
| Galați      | Galați      |  | 25     | 25     |
| Brăila      | Brăila      |  | 22.7   | 22.7   |
| Craiova     | Craiova     |  | 16.7   | 16.7   |
| Cluj-Napoca | Cluj-Napoca |  | 12     | 12     |
| Ploiești    | Ploiești    |  | 10.3   | 10.3   |
| TOTALE      | TOTALE      |  | 438.64 | 438.64 |

## Elenco
| Linea o rete     | Gestori            | Apertura | Elettrificazione | Chiusura | Scartamento | Tensione | Note              |
| ---------------- | ------------------ | -------- | ---------------- | -------- | ----------- | -------- | ----------------- |
| Arad             | CTP Arad           | 1869     | 1898             |          | 1000 mm     | 750 V cc |                   |
| Botoșani         | SC Eltrans SA      | 1991     | 1991             | 2022     | 1435 mm     | 600 V cc |                   |
| Brăila           | Braicar            | 1886     | 1907             |          | 1435 mm     | 600 V cc |                   |
| Brașov           | RATBv              | 1987     | 1987             | 2006     | 1435 mm     | ?        |                   |
| Bucarest         | STB                | 1872     | 1894             |          | 1435 mm     | 50 V cc  |                   |
| Cluj-Napoca (I)  |                    | 1893     |                  | 1902     | ?           |          | Trazione a vapore |
| Cluj-Napoca (II) | CTP Cluj-Napoca    | 1987     | 1987             |          | 1435 mm     | 750 V cc |                   |
| Costanza         | RATC               | 1984     | 1984             | 2008     | 1435 mm     | ?        |                   |
| Craiova          | RAT Craiova        | 1987     | 1987             |          | 1435 mm     | 600 V cc |                   |
| Galați           | Transurb SA Galați | 1900     | 1900             |          | 1435 mm     | 750 V cc |                   |
| Iași             | CTP Iași           | 1900     | 1900             |          | 1000 mm     | 600 V cc |                   |
| Oradea           | OTL                | 1906     | 1906             |          | 1435 mm     | 750 V cc |                   |
| Ploiești         | TCE Ploiești       | 1987     | 1987             |          | 1435 mm     | 600 V cc |                   |
| Reșița           |                    | 1988     | 1988             | 2011     | 1435 mm     | ?        |                   |
| Sibiu            | TurSib             | 1905     | 1905             | 2011     | 1000 mm     | ?        |                   |
| Timișoara        | STPT               | 1869     | 1899             |          | 1435 mm     | 600 V cc |                   |